# Castellot de Romeus
El Castellot de Romeus és una obra de Garcia (Ribera d'Ebre) inclosa a l'Inventari del Patrimoni Arquitectònic de Catalunya.

## Descripció
Estratègicament situat dominant el riu Siurana, prop de la seva desembocadura al riu Ebre. Restes d'una torre de guaita que es troba en un lloc encimbellat. L'estructura és quadrangular i consisteix en un encofrat de tàpia construït sobre una base de pedres irregulars. La part més ben conservada és la de sol ixent, on hi ha restes de l'arrebossat que revestia els murs. Part de l'estructura s'ha esfondrat cap a l'interior.